# Maran, Pahang
Huyện Maran là một huyện thuộc bang Pahang của Malaysia. Huyện Maran có dân số thời điểm năm 2010 ước tính khoảng 113303 người.